# Strikeforce: Melendez vs. Thomson
Strikeforce: Melendez vs. Thomson foi um evento de artes marciais mistas promovido pelo Strikeforce. Aconteceu em 27 de junho de 2008 no HP Pavilion em San Jose, California. O evento principal foi a tão aguardada luta entre os pesos leves Gilbert Melendez e Josh Thomson pelo Cinturão Peso Leve do Strikeforce.

## Ligações Externas
1. ↑  Pelo Cinturão Peso Leve do Strikeforce.
2. ↑  Pelo Cinturão Meio Pesado do Strikeforce.